# William Caulfeild, 2. Viscount Charlemont
William Caulfeild, 2. Viscount Charlemont PC (* um 1655; † 21. Juli 1726 in Dublin) war ein anglo-irischer Adliger und Offizier.

## Leben
William Caulfeild war der älteste Sohn des William Caulfeild, 1. Viscount Charlemont (um 1624–1671) aus dessen Ehe mit Hon. Sarah Moore († 1712), Tochter des Charles Moore, 2. Viscount Moore. Er studierte am Trinity College der Universität Dublin. Er war noch minderjährig, als er beim Tod seines Vaters im April 1671 die Titel 2. Viscount Charlemont und 6. Baron Caulfeild erbte. Nachdem er die Volljährigkeit erreicht hatte, konnte er den mit den Titeln verbundenen Sitz im irischen House of Lords einnehmen.
Er war ein überzeugter Anhänger Wilhelms von Oranien im Kampf gegen König Jakob II. um die britische Krone (Glorious Revolution/Krieg der zwei Könige) und wurde daraufhin 1689 von König Jakobs erstem Parlament geächtet. Wilhelm belohnte ihn für seine Loyalität, indem er ihn 1694 zum Colonel eines neuaufgestellten Infanterieregiments ernannte, das nach ihm Viscount Charlemont’s Regiment of Foot genannt und 1698 aufgelöst wurde. 1689 ernannte ihn Wilhelm auch zum Custos Rotulorum der Counties Tyrone und Armagh. 1701 wurde er erneut zum Colonel eines neuaufgestellten Infanterieregiments ernannt, das erneut nach ihm Viscount Charlemont’s Regiment of Foot genannt wurde (das spätere 36th Regiment of Foot) und wurde 1704 zum Brigadier-General befördert. Er nahm mit seinem Regiment am Spanischen Erbfolgekrieg und 1705 an der Belagerung von Barcelona und der Erstürmung des dortigen Fort Montjuïc teil. Obwohl er unter heftigen Kontroversen seines Kommandos 1706 über das Regiment enthoben wurde, wurde er 1707 dennoch zum Major-General befördert und zum Gouverneur der Counties Armagh und Tyrone ernannt.
Am 5. Juni 1726 wurde er ins Privy Council für Irland aufgenommen und starb kurz darauf am 21. Juli 1726 in seinem Haus am College Green in Dublin. Er wurde am 26. Juli 1726 in der Kathedrale von Armagh bestattet. Seine Adelstitel fielen an seinen ältesten überlebenden Sohn, James.

## Ehe und Nachkommen
Er heiratete am 11. Juli 1678 Anne Margetson († 1729), Tochter des anglikanischen Erzbischofs von Armagh James Margetson (1600–1678). Mit ihr hatte er sieben Söhne und fünf Töchter:
- Hon. William Caulfeild (* 1681; † jung);
- James Caulfeild, 3. Viscount Charlemont (1682–1734), MP, ⚭ Elizabeth Bernard;
- Hon. Toby Caulfeild (1683–1684);
- Hon. Thomas Caulfield (* 1685; † jung);
- Rev. Hon. Charles Caulfeild (1686–1768), anglikanischer Pfarrer von Donaghenry im County Armagh, ⚭ Alice Houston;
- Hon. John Caulfeild († 1764), MP;
- Hon. Henry Charles Caulfield (1697–1728), ⚭ Mary Kelly (geborene Gunning);
- Hon. Anne Caulfeild, ⚭ 1699 John Davis, Gutsherr von Carrickfergus;
- Hon. Sarah Caulfeild († 1742), ⚭ 1716 Oliver Ancketill, MP, Gutsherr von Ancketill’s Grove;
- Hon. Mary Caulfeild († 1769), ⚭ 1724 John Moore, Gutsherr von Drumbanagher im County Armagh;
- Hon. Alicia Caulfeild († 1691/92);
- Hon. Letitia Caulfeild, ⚭ John Cooke († 1749).